# Östra Karups socken
Östra Karups socken i Halland ingick i Höks härad, ingår sedan 1971 i Båstads kommun, från 1997 i Skåne län och motsvarar från 2016 Östra Karups distrikt.
Socknens areal är 43,72 kvadratkilometer, varav 43,56 land. År 2000 fanns här 2 044 invånare. Tätorten Östra Karup med sockenkyrkan Östra Karups kyrka ligger i socknen. 

## Administrativ historik
Östra Karups socken har medeltida ursprung under namnet Karups socken, mellan 1845 och 1860 ändrat till det nuvarande.
Vid kommunreformen 1862 övergick socknens ansvar för de kyrkliga frågorna till Östra Karups församling och för de borgerliga frågorna till Östra Karups landskommun som 1952 inkorporerades i Karups landskommun i Hallands län. Östra Karup överfördes 1971 till Båstads kommun i Kristianstads län. Församlingen uppgick 2010 i Båstad-Östra Karups församling.
1 januari 2016 inrättades distriktet Östra Karup, med samma omfattning som församlingen hade 1999/2000.
Socknen har tillhört fögderier och domsagor enligt Höks härad. De indelta båtsmännen tillhörde Södra Hallands första båtsmanskompani.

## Geografi och natur
Östra Karups socken ligger sydväst om Laholm vid Laholmsbukten på och norr om Hallandsåsen och med Stensån i norr. Socknen ligger till större delen på Hallandsåsen med flack mossrik, skogsterräng. Norr om den cirka 140 meter höga förkastningsbranten ligger slättbygd.
Det finns två naturreservat i socknen. Hallandsås nordsluttning och Korup med Älemosse och Lya ljunghed ingår båda i EU-nätverket Natura 2000.
En sätesgård var Hemmeslövs herrgård.
I kyrkbyn Östra Karup fanns det förr ett gästgiveri.

## Fornlämningar
Från stenåldern finns boplatser, från bronsåldern finns flera gravrösen och från järnåldern finns spridda gravar och fossil åkermark.

## Befolkningsutveckling
Befolkningen ökade från 805 1810 till 1 428 1860 och 1870 varefter den minskade till 1 113 1970 då den var som minst under 1900-talet. Därefter vände folkmängden uppåt igen till 1 876 invånare 1990.

## Namnet
Namnet (1455 Kagarp) kommer från kyrkbyn. Förleden är troligen ett mansnamn Kaki. Efterleden  är torp, 'nybygge'.